# Slag bij Borsele
De Slag bij Borsele op 22 en 23 april 1573 was een zeeslag tijdens de Tachtigjarige Oorlog tussen een koninklijke Spaanse vloot onder Sancho d'Avila en een geuzenvloot onder admiraal Worst.
Enkele Spaanse transportschepen wisten voorraden in de belegerde steden Middelburg en Arnemuiden af te leveren, maar het merendeel van de koningsschepen moest terugkeren naar Antwerpen.